# Óriás japán rák

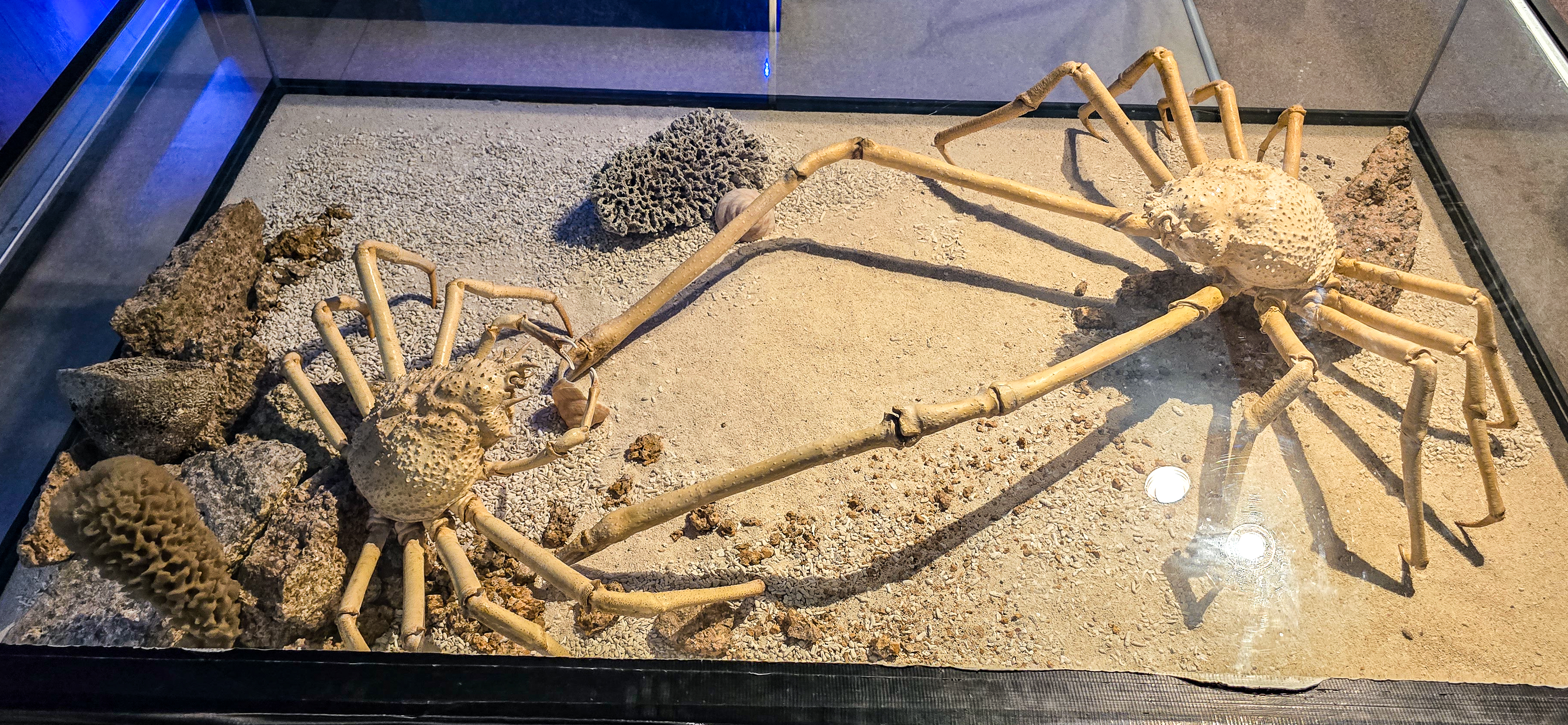
Óriás japán rákok a Scheveningen Múzeumban

Az óriás japán rák vagy japán tengeripók (Macrocheira kaempferi) a felsőbbrendű rákok (Malacostraca) osztályának tízlábú rákok (Decapoda) rendjébe, ezen belül az Inachidae családjába tartozó faj.
A Macrocheira ráknem típusfaja és egyben nemének az egyetlen élő faja is; a nembe még 4 fosszilis faj is tartozik.

## Előfordulása
A legtöbb óriás japán rák a Japán körüli vizekben fordul elő, főleg a Honsú sziget déli partjainál a Tokiói-öböl és Kagosima között. Elszórt állományai az Ivate prefektúra és a Kínai Köztársasághoz tartozó Su-ao régió környékén élnek. Olykor felbukkannak Thaiföld tengervizeiben is.

## Megjelenése
Az óriás japán rák a legnagyobb ízeltlábú, két ollója közötti távolság akár 3,7 méter is lehet. A test mérete, azaz a páncél átmérője 40 centiméterre nőhet meg és a teljes rák 19 kilogrammot is nyomhat. A hímek karja nagyobb. A nőstények karja rövidebb, mint a mögötte levő lábpár. E rákfaj teste narancssárga színű, a lábakon fehér foltok vannak. Ijesztő megjelenése ellenére békés természetű.

## Életmódja
A kifejlett példányok 50 métertől kezdve, egészen 600 méteres mélységig megtalálhatóak. Természetes élőhelyén az óriás japán rák főleg kagylókkal és állati tetemekkel táplálkozik, de szükség esetén az algával is megelégszik. Az állat akár 100 évig is élhet.

## Szaporodása
Tavasszal a szaporodási időszakban feljön a sekély vízbe. A lárva fejlődése hőmérséklet-függő és 54-72 napot vehet igénybe 12-15 Celsius-fokon. A lárva nem hasonlít a felnőtt állatra; teste átlátszó és láb nélküli. Életének első felében a plankton része és a víz felszínén lebeg.

## Halászata
Temmnick az eredeti leírásában megemlítette, hogy az órás japán rák a halászok körében az ollóival okozott súlyos sérülésekről ismert. Ettől függetlenül esetenként halásszák. 1976-ban összesen 24,7 tonnát halásztak belőle, de 1985-ben már csak 3,5 tonnát. Az állomány mérete csökkent, így a halászoknak mélyebb vizeken kell próbálkozniuk. Az átlagos kifogott példányok lábainak hossza 1-1,2 méter.

## Az irodalomban
- Óriás japán rák szerepel Jules Verne (1828–1905) francia regényíró Nemo kapitány (Budapest, 1900-as évek elejétől több kiadás) című regényében: „A talaj most erősen emelkedett; ha kinyújtottam a karomat, ujjaim már kint voltak a vízből. A zátony azután csakhamar ismét lejtősödni kezdett. Most cukorsüveg alakú, magas, hegyes sziklákat kerülgettünk. A sziklák sötét üregeiben hosszú lábú óriási rákok ágaskodtak, mint megannyi ostromgép, s ránk meresztették ijesztő szemüket.” (Tízmilliós gyöngyszem c. rész)[13]

## Képek

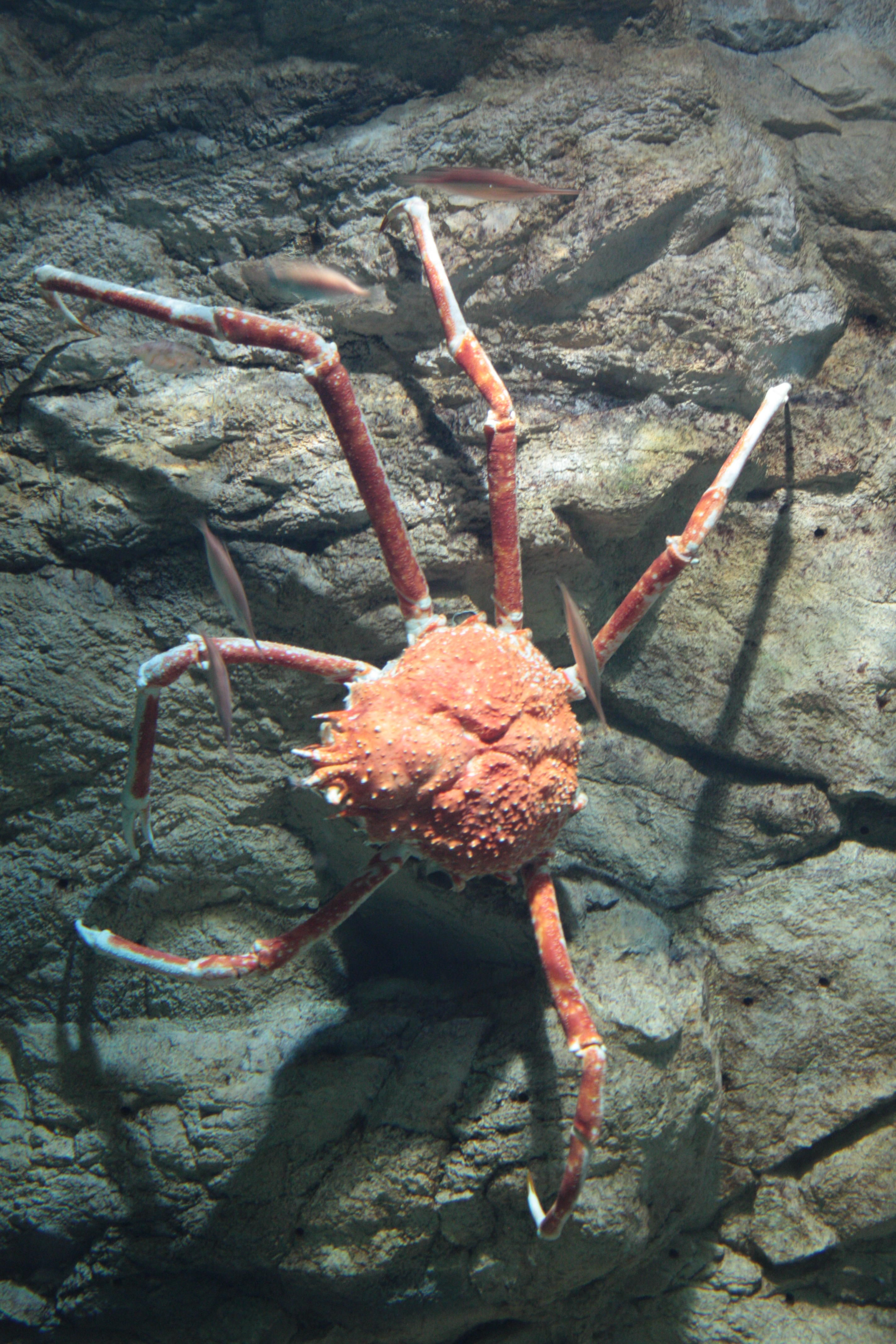
A rák felülről
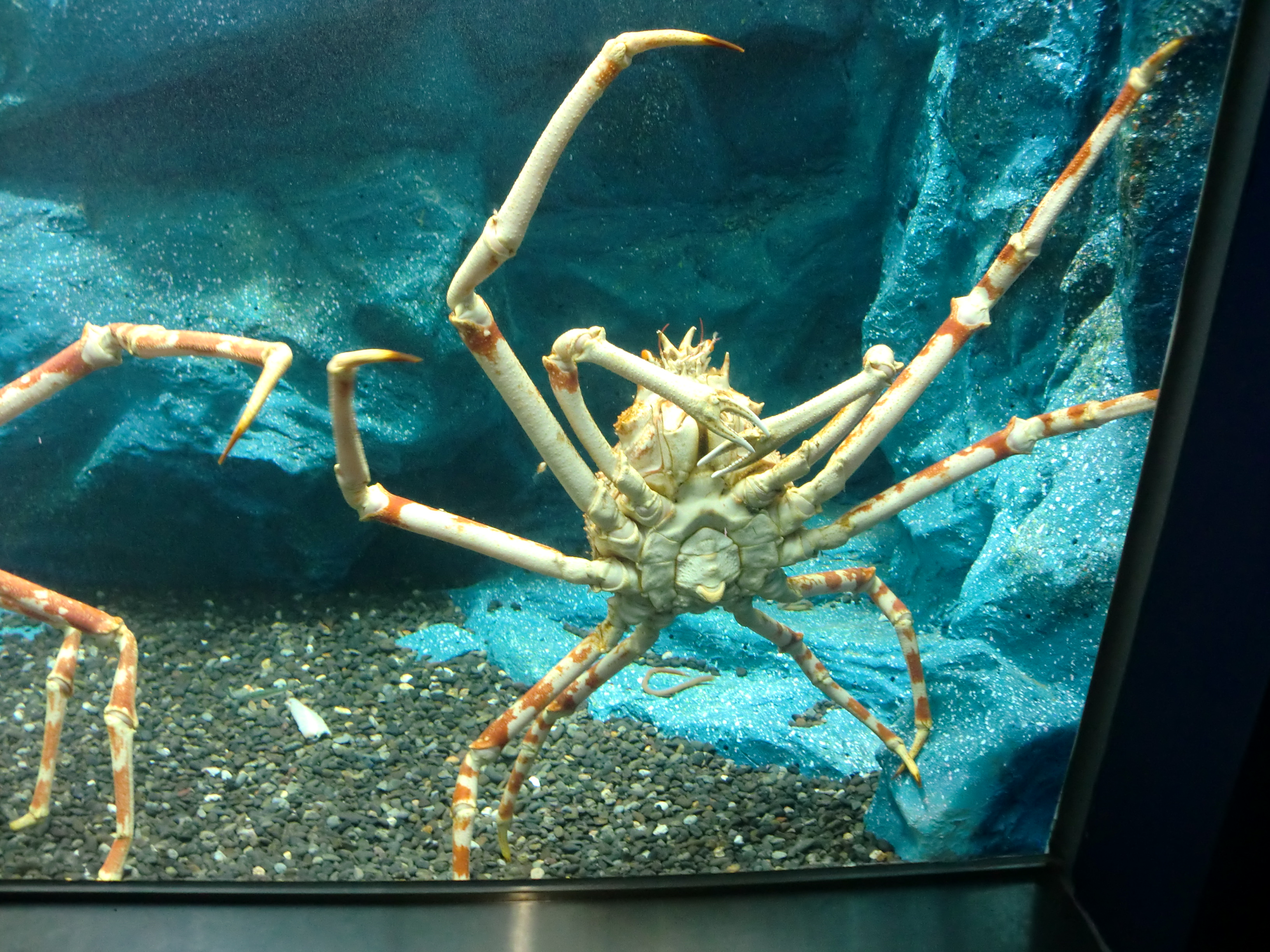
és alulról
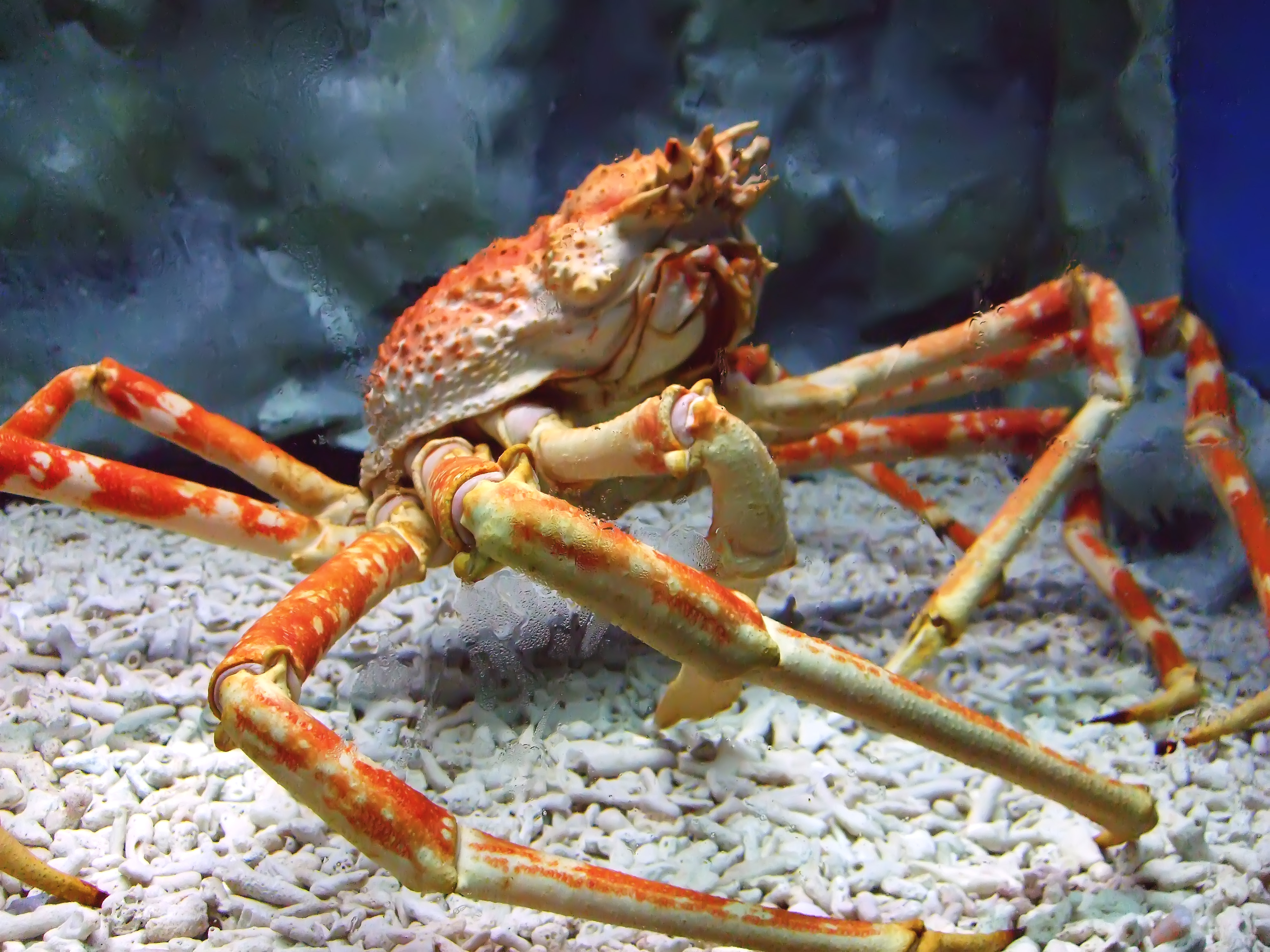
Színezete narancssárga és fehér
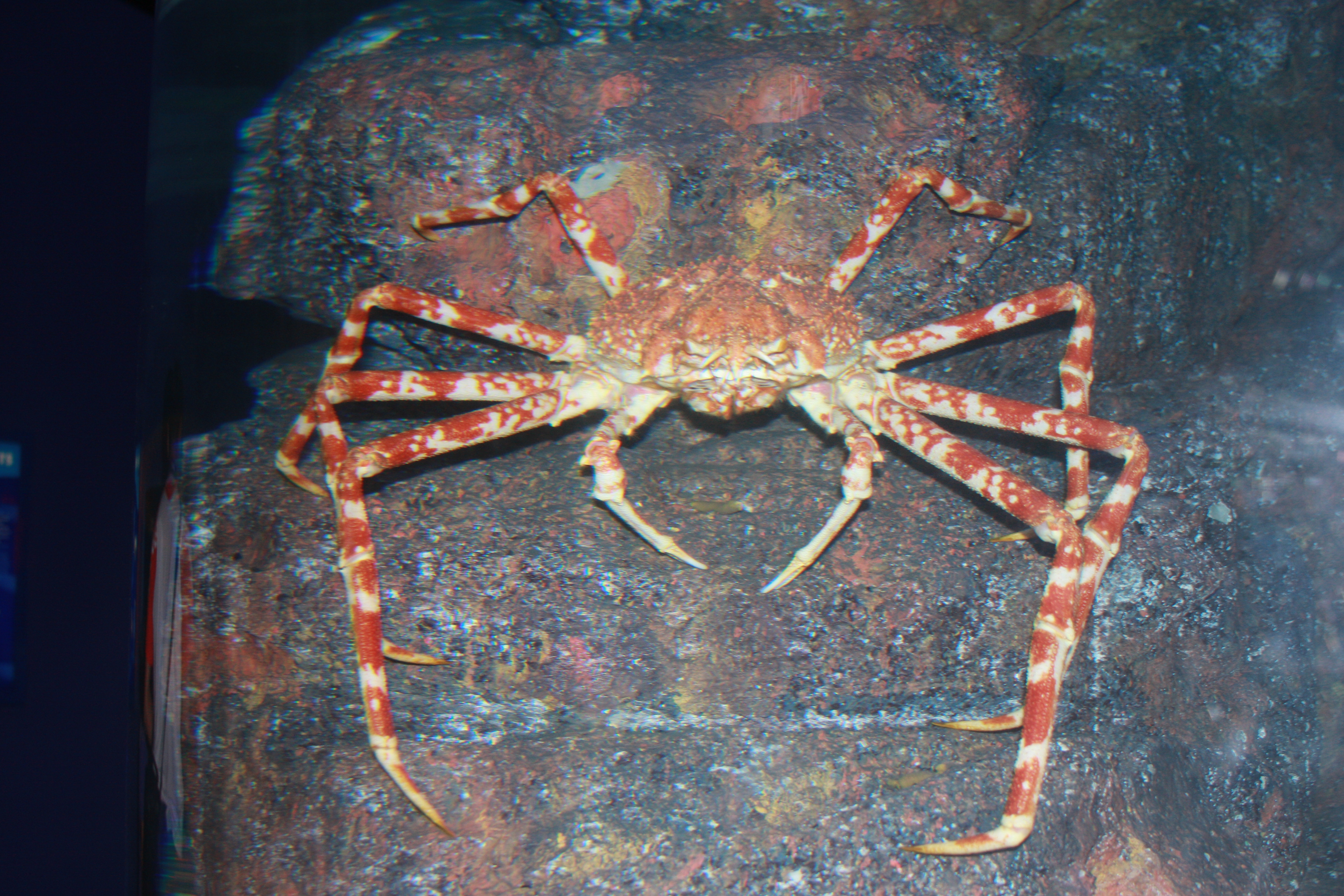
Nőstény példány; rövidek a karjai
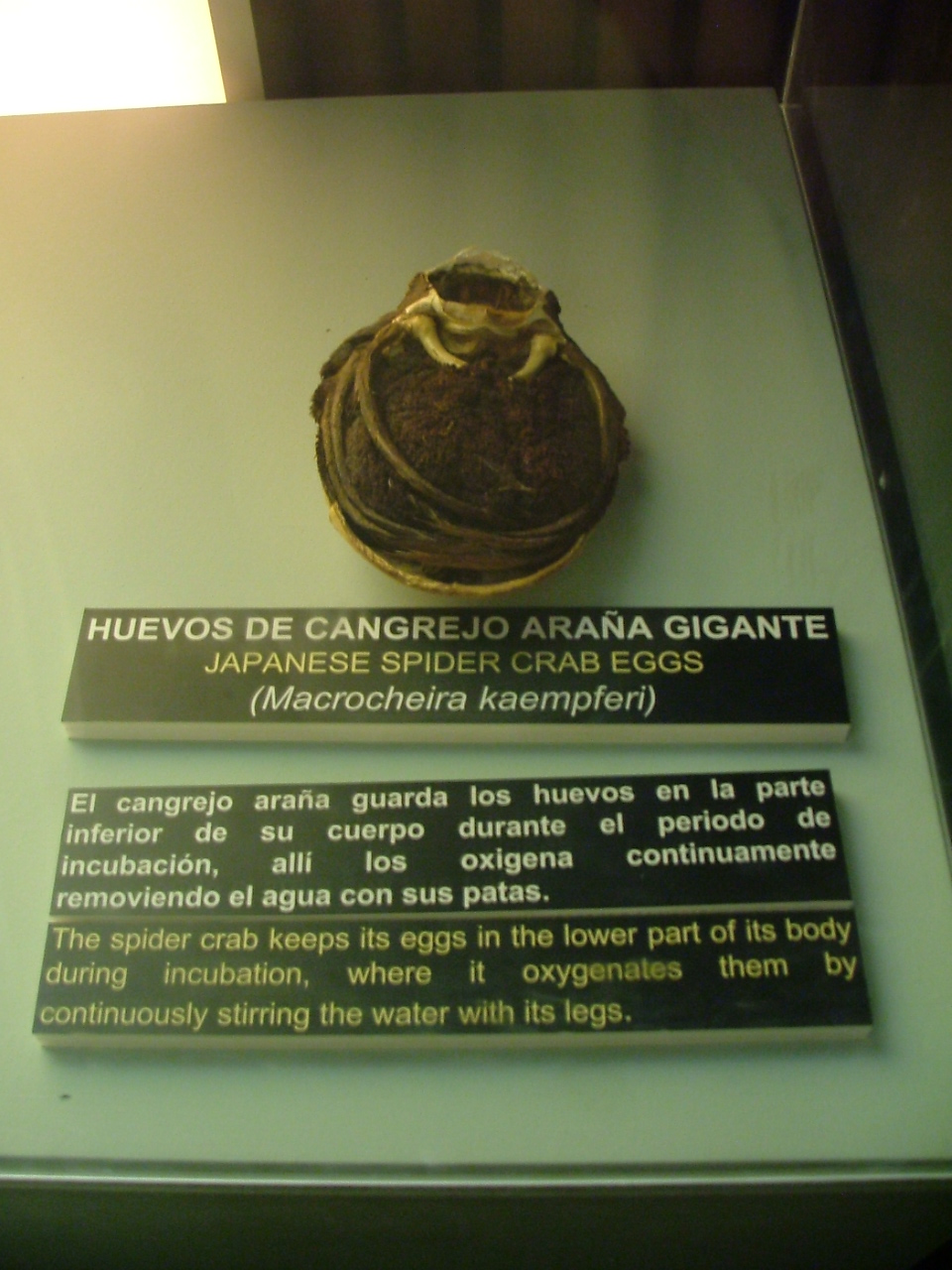
A petéi
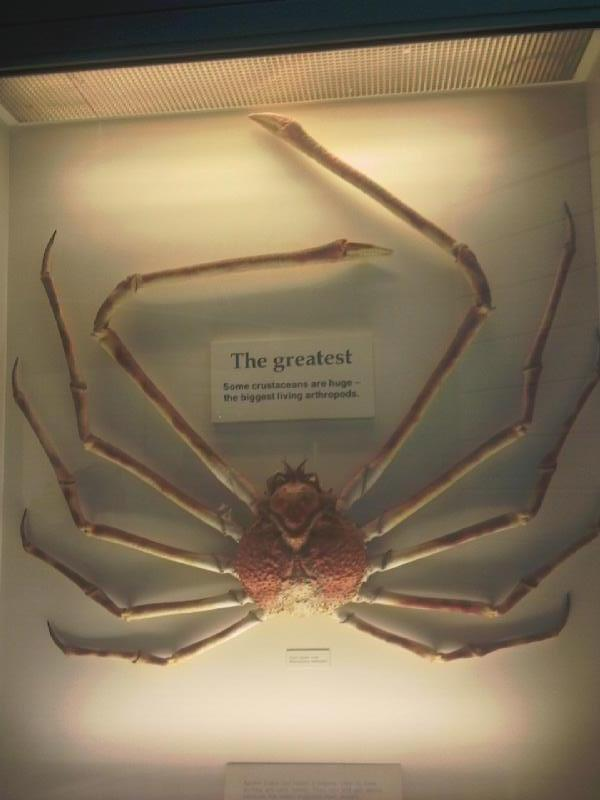
Múzeumi
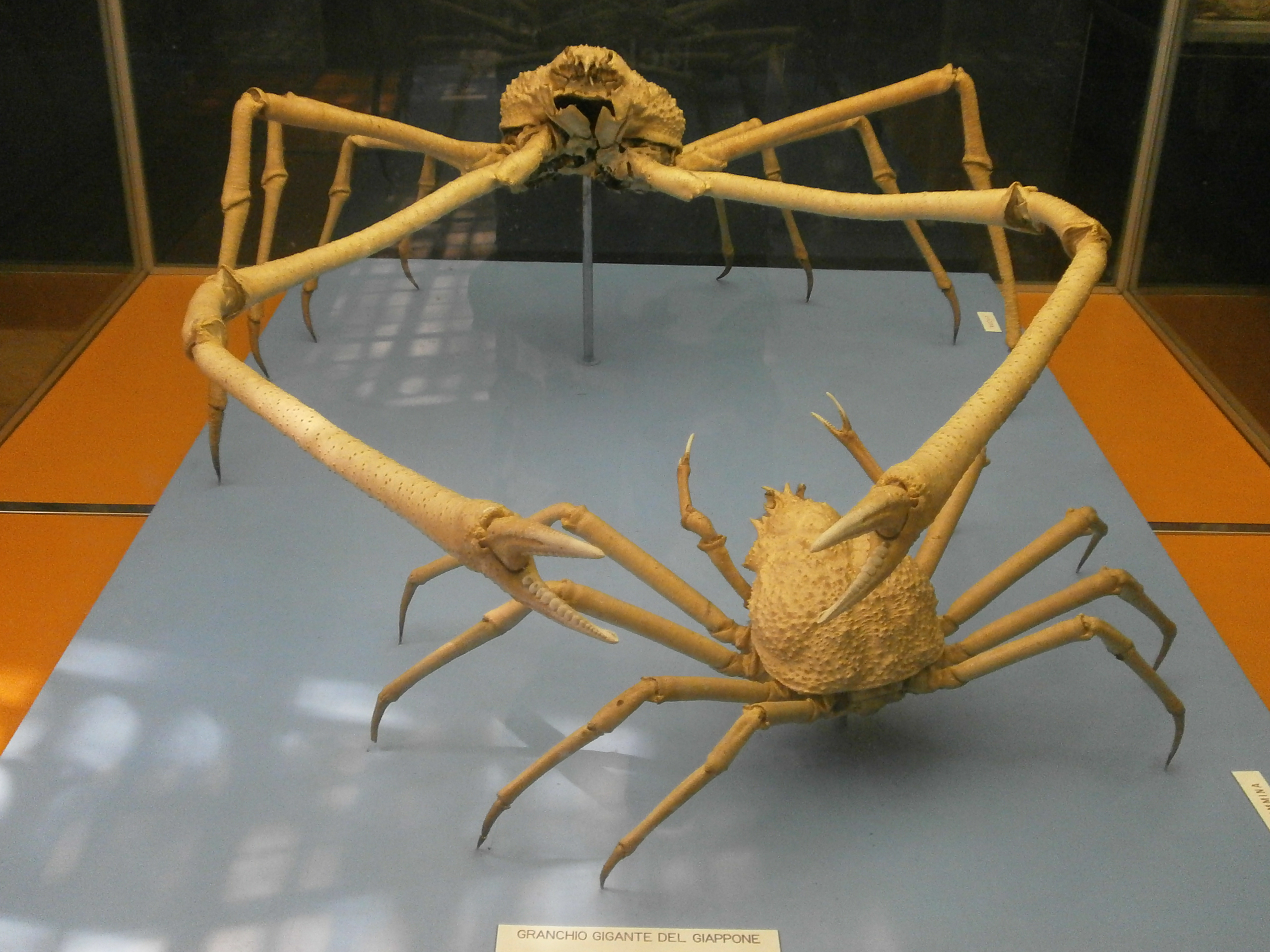
példányok

### Fordítás
- Ez a szócikk részben vagy egészben  a   Japanese spider crab című angol Wikipédia-szócikk ezen változatának fordításán alapul.  Az eredeti cikk szerkesztőit annak laptörténete sorolja fel. Ez a jelzés csupán a megfogalmazás eredetét és a szerzői jogokat jelzi, nem szolgál a cikkben szereplő információk forrásmegjelöléseként.